# 크리스티안 드레예르
요한 크리스티안 드레예르(덴마크어: Johan Christian Drejer, 1982년 12월 8일~)는 덴마크의 전직 농구 선수로 포지션은 파워 포워드, 스몰 포워드이다. 바르셀로나와 비르투스 볼로냐에서 현역 선수 생활을 했으며 덴마크 대표팀의 일원으로 국제 경기에 참가했다.